# Eriocaulon schultzii
Eriocaulon schultzii är en gräsväxtart som beskrevs av George Bentham. Eriocaulon schultzii ingår i släktet Eriocaulon och familjen Eriocaulaceae.
Artens utbredningsområde är Northern Territory, Australien. Inga underarter finns listade i Catalogue of Life.